# Mosquiter del pare David
El mosquiter del pare David (Phylloscopus armandii) és una espècie d'ocell de la família dels fil·loscòpids (Phylloscopidae). Es troba a
Xina, Laos, Myanmar, Tailàndia i Vietnam. Els seus hàbitats principals són els boscos temperats, els matollars temperats i les praderies i matollars tropicals i subtropicals secs. El seu estat de conservació es considera de risc mínim.
L'epitet específic armandii fa referència al missioner i naturalista francès Jean Pierre Armand David.